# Endtroducing.....
Endtroducing..... es el álbum debut del productor musical estadounidense DJ Shadow, lanzado el 19 de noviembre de 1996 bajo el sello Mo' Wax. El álbum es conocido por estar compuesto casi en su totalidad de contenido sampleado, la mayoría del cual se originó a partir de varios discos de vinilo obtenidos por DJ Shadow durante sus viajes a tiendas de música. Endtroducing..... fue producido por Shadow en el lapso de dos años con un mínimo de equipo, sobre todo el sampler Akai MPC60. Al crear la atmósfera general del disco, se esforzó por captar la naturaleza melancólica de sus lanzamientos anteriores para el sello Mo' Wax. El contenido del álbum incluye tanto temperamentales pistas de ritmo lento como canciones optimistas que recuerdan a las primeras influencias de hip hop de DJ Shadow. 
Endtroducing..... recibió la aclamación universal de los críticos, que elogiaron el enfoque de DJ Shadow hacia el sampleado y los ritmos que él creó a partir de los samples. Obtuvo altas posiciones en varias listas de fin de año de los mejores discos del 1996. El álbum es considerado una obra decisiva en el movimiento del hip hop instrumental, con las innovadoras técnicas de muestreo y arreglos de DJ Shadow influenciando a otros productores a crear similares obras basadas en muestras. Endtroducing..... ha aparecido desde entonces en las listas de mejores discos de la década —e incluso de todos los tiempos— de varias publicaciones. Publicaciones como Pitchfork, Q, Rolling Stone, Slant Magazine, y Spin lo han colocado en sus listas de mejores discos de los años noventa. El crítico Robert Christgau lo nombró el sexto mejor álbum de la década.
El Libro Guinness de los Récords señala este trabajo como "El primer álbum en ser creado totalmente de samples" (aunque esto no es del todo cierto, ya que el disco en realidad contiene algunos audios grabados en el estudio).

## Lista de temas
| N.º   | Título                                                    | Duración |  |
| 1.    | «Best Foot Forward»                                       | 0:49     |  |
| 2.    | «Building Steam With a Grain of Salt»                     | 6:41     |  |
| 3.    | «The Number Song»                                         | 4:34     |  |
| 4.    | «Changeling»                                              | 7:16     |  |
| 5.    | «Transmission 1»                                          | 0:35     |  |
| 6.    | «What Does Your Soul Look Like, Part 4»                   | 5:02     |  |
| 7.    | «" " (en ocasiones también titulado "Untitled")»          | 0:25     |  |
| 8.    | «Stem/Long Stem»                                          | 7:48     |  |
| 9.    | «Transmission 2»                                          | 1:29     |  |
| 10.   | «Mutual Slump»                                            | 4:00     |  |
| 11.   | «Organ Donor»                                             | 1:57     |  |
| 12.   | «Why Hip Hop Sucks in '96»                                | 0:44     |  |
| 13.   | «Midnight in a Perfect World»                             | 4:58     |  |
| 14.   | «Napalm Brain/Scatter Brain»                              | 9:21     |  |
| 15.   | «What Does Your Soul Look Like, Part 1: Blue Sky Revisit» | 6:17     |  |
| 16.   | «Transmission 3»                                          | 1:11     |  |
| 63:27 |                                                           |          |  |

| Bonus Disc     |                                                                         |          |  |
| N.º            | Título                                                                  | Duración |  |
| 1.             | «Best Foot Forward (Alternate Version)»                                 | 1:16     |  |
| 2.             | «Building Steam With a Grain of Salt (Alternate Take Without Overdubs)» | 6:43     |  |
| 3.             | «Number Song (Cut Chemist Party Mix)»                                   | 5:14     |  |
| 4.             | «Changeling (Original Demo Excerpt)»                                    | 1:00     |  |
| 5.             | «Stem (Cops 'N' Robbers Mix)»                                           | 3:48     |  |
| 6.             | «Soup (Single Version)»                                                 | 0:44     |  |
| 7.             | «Red Bus Needs to Leave»                                                | 2:45     |  |
| 8.             | «Mutual Slump (Alternate Take Without Overdubs)»                        | 4:21     |  |
| 9.             | «Organ Donor (Extended Overhaul)»                                       | 4:29     |  |
| 10.            | «Why Hip Hop Sucks in '96 (Alternate Take)»                             | 0:54     |  |
| 11.            | «Midnight in a Perfect World (Gab Mix)»                                 | 4:55     |  |
| 12.            | «Napalm Brain (Original Demo Beat)»                                     | 0:35     |  |
| 13.            | «What Does Your Soul Look Like (Peshay Remix)»                          | 9:24     |  |
| 14.            | «Live In Oxford, England, Oct. 30 1997»                                 | 12:35    |  |
| 58:43 (112:10) |                                                                         |          |  |

## Personal
Los créditos se adaptan de las notas del álbum.
Producción
- DJ Shadow - producción, ingeniería, mezcla
- Dan the Automator - ingeniero (asistente)

Diseño
- B Plus - fotografía
- Barney Bankhead - fotografía
- Will Bankhead - fotografía, diseño de portada
- Ben Drury - diseño de portada